# برگ (گرمرسهایم)
برگ (به آلمانی: Berg) یک شهر در آلمان است که در Germersheim واقع شده‌است. برگ ۲٬۱۵۲ نفر جمعیت دارد.